# 晋华宫街道
晋华宫街道，是中华人民共和国山西省大同市云冈区下辖的一个乡镇级行政单位。2021年3月，撤销晋华宫街道，原晋华宫街道的行政区域为云武街道的行政区域。

## 行政区划
晋华宫街道下辖以下地区：
工人村社区、文化里社区、晋南里社区、新东里社区和晋华里社区。